# Hito
Pour les articles ayant des titres homophones, voir Ito.
Hito est un recueil d'histoires courtes de Yukito Kishiro publié en 1997 par l'éditeur Shūeisha, nommé en référence à la nouvelle Hito datant de 1988.

## Liste des nouvelles
Le recueil comprend les histoires :
- Kikai, nouvelle datant de 1984.
- Kaiyōsei, nouvelle datant de 1988.
- Hito, nouvelle datant de 1988.
- Dai Mashin (litt. « La grande machine »), nouvelle datant de 1989.
- Uchū kaizoku shōnendan (litt. « Jeunes pirates de l'espace »), nouvelle en deux parties datant de 1990.
- Mirai Tōkyō Head Man, nouvelle datant de 1991.

## Autour de l'œuvre
La nouvelle Kikai permet à Yukito Kishiro d'être récompensé du prix des jeunes dessinateurs de Shōgakukan.
Les thématiques abordées dans les nouvelles Hito, Kaiyōsei et Dai Machine ont servi de matrice pour la série principale de l'auteur : Gunnm.

## Sources
- Nicolas Finet, DicoManga : Le dictionnaire encyclopédique de la bande dessinée japonaise, Paris, Fleurus, 2008, 624 p. (ISBN 978-2-215-07931-6)
- Emmanuelle Mahoudeau, « Gunnm - Trois rêves de l'arme », AnimeLand, no 62,‎ juin 2000, p. 58-61 (ISSN 1148-0807)